# Janko Matúška
Janko Matúška, magyarosan: Matuska János (Alsókubin (Árva megye), 1821. január 10. – Alsókubin, 1877. január 11.) szlovák költő, a szlovák nemzeti himnusz szövegének szerzője.

## Életútja
Iskoláit Pozsonyban végezte. 1848-ban, noha lelkész volt, tevékenyen részt vett a Hurbán-féle fölkelésben. Később megyei hivatalnok lett. Fiatalabb korában költészettel is foglalkozott, nagyszámú lírai és elbeszélő költeményei elszórtan jelentek meg.

## Munkája
- Siroti. Malá činohra v troch dejstvach. Lőcse, 1846 (Az árvák. Színmű 3. felvonásban)